# Consall
Consall – wieś w Anglii, w hrabstwie Staffordshire, w dystrykcie Staffordshire Moorlands. Leży 26 km na północ od miasta Stafford i 214 km na północny zachód od Londynu. W 2001 miejscowość liczyła 118 mieszkańców.